# Cylloceria striatula
Cylloceria striatula är en stekelart som beskrevs av Dasch 1992. Cylloceria striatula ingår i släktet Cylloceria och familjen brokparasitsteklar. Inga underarter finns listade i Catalogue of Life.